# Sandy Dukat
Sandra Dukat, detta Sandy (3 maggio 1972), è un'ex sciatrice alpina e triatleta statunitense paralimpica. Nata con un deficit focale del femore prossimale, all'età di quattro anni le è stata amputata la gamba destra sopra il ginocchio. Ha gareggiato a livello internazionale nello sci alpino, nuoto e triathlon. A partire da febbraio 2013, detiene il record mondiale di maratona per le atlete con amputazione sopra il ginocchio..

## Biografia
Nel 2007, Dukat è stata una delle cinque sciatrici alpine disabili che hanno scalato il Kilimangiaro per una raccolta fondi, avviando un programma di borse di studio per sciatrici alpine disabili presso il National Sports Center for the Disabled nel Colorado.
Dukat ha frequentato la Wittenberg University di Springfield, nell'Ohio. Per diversi anni ha lavorato come specialista dell'informazione per il Centro nazionale di attività fisica e disabilità., prima di lavorare all'Hartford, in collegamento con il Comitato Olimpico degli Stati Uniti. In questo ruolo, ha vinto l'Amazing Impact Award dell'USOC per la campagna "Achieve Without Limits" di Hartford nel 2011.

## Carriera sportiva
Dukat è cresciuta gareggiando nelle categorie di atleti normodotati. Giocava a pallacanestro, faceva atletica leggera (salto in alto) ed era nella sua squadra di nuoto del liceo. Quando ha chiamato il Rehabilitation Institute of Chicago (RIC) in cerca di un gruppo di supporto per atleti paralimpici, ha scoperto le loro squadre sportive ed ha appreso dell'esistenza dello sport paralimpico.

### Nuoto
Nel 1996, Dukat si è unita alla squadra di nuoto del RIC. Nel 1997, ha vinto 2 medaglie d'argento e una di bronzo ai Campionati nazionali USA e al National 5K Disabled Open Water Invitational nella sua categoria di nuoto S9. È stata chiamata nella squadra di nuoto per disabili degli Stati Uniti nel 1998. Ai Campionati mondiali di nuoto paralimpico del 1998, ha battuto l'allora record americano nella categoria S9 negli 800 metri stile libero ed è stata co-capitana della squadra degli Stati Uniti. Tuttavia, non è riuscita ad arrivare nella finale dell'incontro.

### Sci
Dukat si è interessata per la prima volta allo sci nel 1997, dopo aver frequentato il Disabled Sports USA Hartford Ski Spectacular. Ha iniziato a sciare nel RIC Paralympic Sports Program, poi si è allenata 6 mesi all'anno presso il National Sports Center for the Disabled in Colorado. Dukat ha vinto due medaglie di bronzo nello sci alpino alle Paralimpiadi Invernali del 2002 a Salt Lake City e una medaglia di bronzo alle Paralimpiadi Invernali del 2006 a Torino. Ai Campionati Mondiali di sci alpino IPC 2004, ha vinto tre medaglie di bronzo in 3 gare, discesa libera, slalom gigante e supergigante. Nella Coppa del Mondo di sci alpino IPC ha raggiunto diversi podi, arrivando quinta assoluta nella stagione 2003-2004.

### Triathlon
Dukat si è avvicinata al triathlon per mantenersi motivata e attiva durante la bassa stagione sciistica. Nel 2003, ha vinto la divisione disabili del triathlon di distanza olimpica di Sant'Antonio. Nel 2008 ha fatto parte della squadra nazionale statunitense di triathlon paralimpica.
Dukat ha vinto la Divisione femminile dei atleti con disabilità sopra il ginocchio dei Campionati nazionali di paratriathlon degli Stati Uniti nel 2007, 2008, 2009 e 2010. Nel 2008 ha rappresentato gli Stati Uniti ai Campionati Mondiali di Triathlon ITU a Vancouver. È diventata campionessa del mondo 2008 nella sua classe di disabilità sopra il ginocchio, ed è stata nominata paratriatleta dell'anno 2008 USA.

### Corsa
Avendo precedentemente partecipato in gare di 5000 metri, 10000 metri e mezza maratona, Dukat ha corso la sua prima maratona a gennaio 2009. È stata seguita dalla compagna di allenamento e detentrice del record mondiale di amputati sotto il ginocchio Amy Palmiero-Winters. Con un tempo di 4:40:46, è stata la prima donna con un'amputazione sopra il ginocchio a finire una maratona in meno di 5 ore.

## Premi e riconoscimenti
- Paratriatleta statunitense dell'anno (2008)

## Palmarès

### Sci alpino
Giochi paralimpici
- 2 medaglie:
  - 3 bronzi (slalom speciale LW2 e supergigante LW2 a Salt Lake City 2002; slalom speciale seduta a Torino 2006)

Women's para-alpine skiing
Campionati mondiali
- 3 medaglie:
  - 3 bronzi (discesa libera, supergigante e slalom gigante a Wildschonau 2004)

### Paratriathlon
Campionati mondiali
- 1 medaglia:
  - 1 oro (ITU Triathlon World Championships categoria AWAD PC2 Vancouver 2008)

Campionati USA
- 4 medaglie:
  - 4 ori (USA Paratriathlon National Championships categoria sotto ginocchio 2007 e 2008; USA Paratriathlon National Championships categoria TRI-2 2009 e 2010)